# Lexus LF-FC
Lexus LF-FC – samochód koncepcyjny należącej do koncernu Toyota marki Lexus, zaprezentowany po raz pierwszy 28 października 2015 r. na wystawie motoryzacyjnej Tokyo Motor Show.
Lexus LF-FC ma napęd elektryczny zasilany wodorowymi ogniwami paliwowymi. Główny silnik napędza koła tylnej osi, dodatkowe dwa silniki elektryczne umieszczono w kołach przednich, dzięki czemu pojazd ma napęd na wszystkie koła. Zestaw ogniw paliwowych zainstalowano z tyłu, sterownik mocy z przodu, zaś dwa wykonane z materiałów kompozytowych zbiorniki wodoru pod kabiną na planie litery T – jeden centralnie wzdłuż osi podłużnej pojazdu, drugi poprzecznie pod tylną kanapą.
Nadwozie ma postać czterodrzwiowego sedana o bryle przypominającej coupé. 21-calowe obręcze kół wykonano ze stopów aluminium i kompozytów zbrojonych włóknem węglowym.
Samochód wyposażono w szereg nowatorskich systemów elektronicznych, w tym umożliwiających automatyczne prowadzenie pojazdu, zwiększających bezpieczeństwo czynne jazdy czy pozwalających sterować urządzeniami takimi jak odtwarzacz audio czy klimatyzacja za pomocą gestów.